# Naturpark Türkensturz

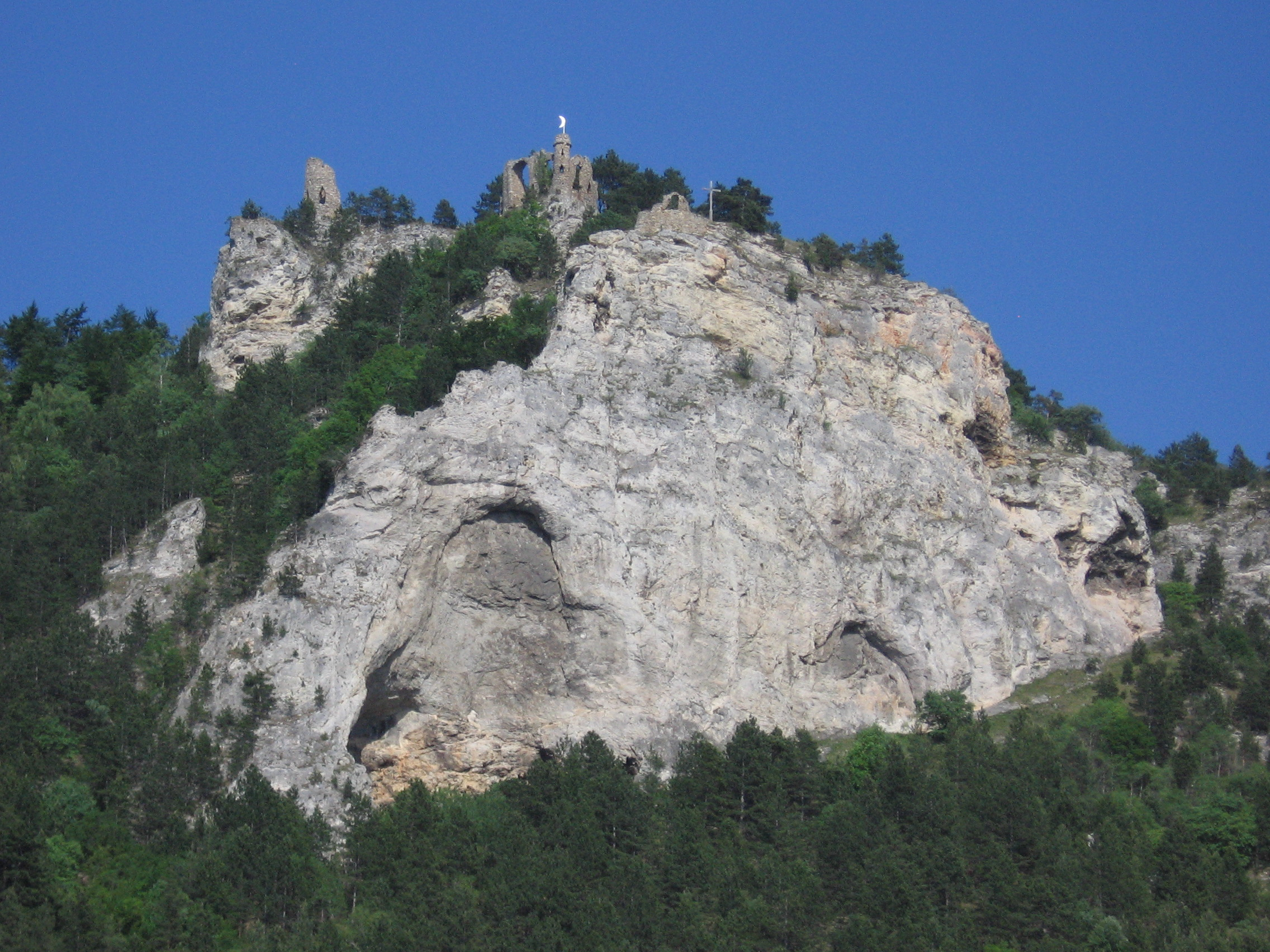
Blick vom Pittental auf den Türkensturz

Der Naturpark Türkensturz liegt nordöstlich der Ortschaft Gleißenfeld in der Gemeinde Scheiblingkirchen-Thernberg im südöstlichen Niederösterreich. Die Landschaft liegt am Westrand der Buckligen Welt, die hier teilweise mit Kalksteinklippen in das Pittental abfällt. Einer dieser markanten Abbrüche, der sogenannte Türkensturz (siehe Abbildung), ist auch Namensgeber des Naturparks. Der Name selbst stammt aus der Zeit der Türkenkriege, wo die vordringenden Osmanen der Sage nach an jener Stelle in eine Falle gelockt wurden und, von Einheimischen verfolgt, tödlich abgestürzt sein sollen.
Er grenzt im Süden an den Naturpark Seebenstein an.

## Natürliche Sehenswürdigkeiten
Am Pittenfluss gibt es einige Auwaldreste. An das Gemeindegebiet von Seebenstein grenzt Waldgebiet mit Mischwald aus Eichen, Hainbuchen und Schwarzföhren an. Auf den exponierten Kalkklippen in der Nähe der Ruine Türkensturz hat sich Felssteppe entwickelt, die aus floristischer und faunistischer Sicht interessant ist. Unter anderem brütet dort die Felsenschwalbe.

## Errichtete Sehenswürdigkeiten
- romantische Ruine Türkensturz (als Ruine erbaut) und Klettersteige durch den Felsabbruch.
- Romanische Rundkirche in Scheiblingkirchen.
- Pittentaler Klettersteig (Schwierigkeit D)